# Antònia Mir i Arguilaguet
Antònia Mir i Argilaguet (Lleida, ?? - Lleida, 25 de març de 1983) fou una pintora catalana.
Va aprendre a dibuixar amb el pintor Joaquim Xauradó durant el període en què aquest residí a Lleida. Més endavant, durant una estada estiuenca a Altafulla, va conèixer el pintor barceloní Antoni Gelabert, que influiria en la seva obra i en la decisió de dedicar-se a la pintura professionalment. Va muntar el seu propi taller al carrer Major de Lleida, un estudi anomenat Les Arts, on també faria de docent per a diverses generacions de pintores lleidatanes. Es va especialitzar en la pintura de flors i natures mortes, tot i que també va treballar la pintura de paisatge. Va realitzar diverses exposicions al Cercle de Belles Arts de Lleida i a l'Institut d'Estudis Ilerdencs, fins que morí el 1983. Es conserva obra seva al Museu d'Art Jaume Morera.
L'any 2000 el XVIè Premi de Pintura del Cercle de Belles Arts de Lleida es lliurà en homenatge a Antònia Mir.